# 樊時英
樊時英（？—？），字瑞明，號大瀛，浙江杭州府仁和縣民籍山阴县人。

## 生平
万历三十七年（1609年）己酉科浙江乡试九十名举人，四十四年丙辰科會試三百二十八名，未廷試，四十七年（1619年）己未科進士，兵部觀政，天啓元年授刑部主事，三年升湖廣司員外郎，四年升郎中，本年知济南府。出俸钱，修学宫，浚玉带，同建吕仙阁、来鹤桥，兴明湖社。七年升福建提学副使。归里毫无长物，府庠有去思碑亭，今废。

## 家族
曾祖樊軫。祖父樊昆。父樊允儀，儒官。